# Dioxyde de pentacarbone
Le dioxyde de pentacarbone ou penta-1,2,3,4-tétraène-1,5-dione est un oxyde de carbone de formule C5O2 ou O=C=C=C=C=C=O.
Ce composé est le troisième membre de la série CnO2 avec n impair, les deux premiers étant le dioxyde de carbone, CO2 et le suboxyde de carbone, C3O2. Le dioxyde de pentacarbone a été décrit en 1988 par Günter Maier et al. qui l'ont obtenu par pyrolyse de la cyclohexane-1,3,5-trione. Il a été aussi obtenu par pyrolyse flash en phase gazeuse de la 2,4,6-tris(diazo)cyclohexane-1,3,5-trione, C6N6O3 à 700 °C et 1×10-3 Torr.
Le dioxyde de pentacarbone est stable en solution à température ambiante. Le composé pur est stable jusqu'à −90 °C puis il polymérise.